# Жижма
Жижма — річка в Литві й Білорусі, у Вільнюському повіті, Воронівському, Ів'євському й Лідському районах Мінської області. Права притока Гав'ї, (басейн Німану).

## Опис
Довжина річки 82 км, похил річки — 0,8 м/км, середньорічна витрата води у гирлі — 4,1 м³/с. Площа басейну водозбору 584 км².

## Розташування
Бере початок у селі Пятрошкос (колишнє Петрашки) Вільнюського повіту Литви. Спочатку тече на південний захід понад Германішкі. Біля села Пожижма повертає на південний схід і біля села Малі Сонтакі впадає у річку Гав'ю, праву притоку Німану.
Населені пункти вздовж берегової смуги: Поліпниця, Пашунці, Криниці, Леваші, Нова Жижма.